# André-Pierre Gignac
Pour les articles homonymes, voir Gignac.
André-Pierre Gignac, né le 5 décembre 1985 à Martigues (Bouches-du-Rhône), est un footballeur international français qui évolue au poste d'avant-centre dans le club mexicain des Tigres UANL.
Attaquant atypique, qui inscrit la plupart de ses buts depuis l'extérieur de la surface ou par le biais de gestes acrobatiques, il remporte le titre d'attaquant de l'année CONCACAF en 2017 et devient en 2020, le meilleur buteur européen de l'histoire du championnat mexicain, dépassant l'Espagnol Isidro Lángara qui détenait ce record depuis 1946.
Formé à l'ES Fos-sur-Mer, il signe son premier contrat professionnel en 2004 au FC Lorient en Ligue 1. En 2005, il est prêté au Pau Football Club en National jusqu'en 2006 et en 2007 il signe au Toulouse FC avec lequel il remporte, en 2009, le titre de meilleur buteur de Ligue 1. Il rejoint l'Olympique de Marseille en 2010 avec lequel il remporte la Coupe de la Ligue en 2011 et 2012.
En 2015, il rejoint le championnat mexicain, au Tigres UANL avec lequel il atteint la finale de la Copa Libertadores en 2015 puis remporte le Tournoi d'ouverture du championnat à trois reprises (2015, 2016 et 2017), le Tournoi de clôture du championnat deux fois (2019 et 2023), deux Supercoupe du Mexique (2017 et 2018) et la Ligue des champions de la CONCACAF 2020 après trois finales perdues (2016, 2017 et 2019).
Avec l'équipe de France, il dispute la Coupe du monde 2010, atteint la finale de l'Euro 2016 puis participe aux JO 2020 à Tokyo.

## Biographie

### Enfance et formation
André-Pierre Gignac naît à Martigues. Sa mère est d'origine gitane tandis que son père, Gérald Gignac, est membre de la communauté des gens du voyage. Ses parents divorcent peu de temps après sa naissance. Gérald Gignac est un ancien footballeur à Martigues, Istres, Fos-sur-Mer et est reconverti directeur de la sécurité et responsable du recrutement du FC Martigues en 2020. André-Pierre grandit à Fos-sur-Mer et commence à y jouer au football, à l'âge de cinq ans et demi à l'Étoile sportive fosséenne.
De 1995 à 2002, il part poursuivre sa formation au FC Martigues. Lors de la Coupe Gambardella 2001-2002, il parvient à se hisser en demi-finale avec l'équipe martégale, après avoir éliminé Bastia, Saint-Étienne et Nancy, mais s'incline face à l'OGC Nice. En juin 2017, il devient le parrain officiel du club.

### Carrière en club

#### FC Lorient (2004-2007)

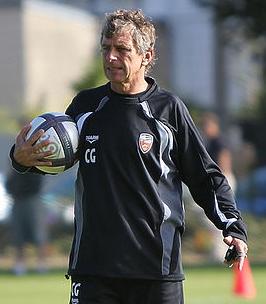
Christian Gourcuff fait débuter Gignac en professionnel.

André-Pierre Gignac rejoint les moins de 18 ans du FC Lorient en 2002, puis intègre l'effectif professionnel, alors en Ligue 2, en 2004. Il joue son premier match professionnel lors de la seconde journée de Ligue 2 en 2004-2005 en entrant en jeu.
Il est prêté pour la saison 2005-2006 au Pau Football Club, évoluant en National, où il inscrit huit buts en vingt matchs.
À son retour, l'attaquant français s'impose sur le front de l'attaque au détriment notamment de Steve Marlet et Fabrice Fiorèse. Gignac marque les esprits en inscrivant un triplé en moins d'une demi-heure lors de son premier match de Ligue 1 en tant que titulaire contre le FC Nantes,. Au total, cette saison-là, il marque neuf buts en 37 matchs de championnat.

#### Toulouse FC (2007-2010)
En juin 2007, André-Pierre Gignac signe un contrat de quatre ans en faveur du Toulouse FC ; un transfert controversé à cause d'un pré-contrat signé quelque temps plus tôt avec le Lille OSC,.
Il joue son premier match dès la première journée du championnat contre Valenciennes. Hormis lors d'un match de Coupe UEFA à Sofia où il marque à la 96e minute le but qui qualifie le club pour la phase de poules, sa première saison dans la ville rose est terne. Recruté pour être associé à Johan Elmander en attaque, il est le plus souvent remplaçant et n'inscrit que deux buts en championnat cette saison-là, lors de la quatrième puis de la cinquième journée de L1. Le TFC vit par ailleurs une saison difficile, n'assurant le maintien en Ligue 1 qu'à l'issue de la dernière journée[réf. nécessaire].

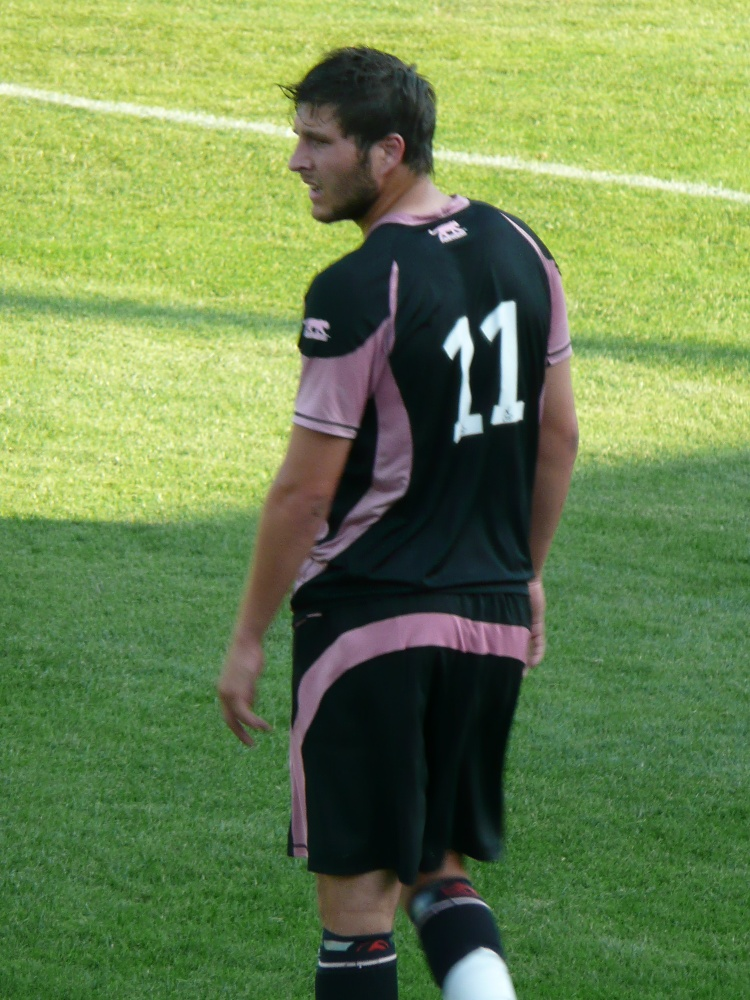
Gignac avec le TFC en juillet 2008.

L'année suivante, tandis qu'Elmander quitte le club, le nouvel entraîneur Alain Casanova fait de Gignac son premier choix en attaque, au détriment de l'international danois Søren Larsen. L'attaquant enchaîne alors les bonnes prestations, signant notamment six doublés en championnat. Il est élu joueur de Ligue 1 du mois en septembre 2008 et en mars 2009. À l'issue de la 29e journée, André-Pierre Gignac inscrit son dix-huitième but de la saison en championnat. Il bat ainsi le record de buts inscrits en première division par un avant-centre du TFC et les 17 buts de Yannick Stopyra lors de la saison 1984-1985. Gignac termine meilleur buteur du championnat avec 24 unités.
Lors de la saison 2009-2010, l'attaquant toulousain est gêné en étant trop souvent blessé ou en méforme. Il termine néanmoins meilleur buteur du club pour la seconde saison consécutive. Il est tout de même retenu par Raymond Domenech pour la Coupe du monde 2010. Le 20 août 2010, le Toulouse FC accepte une offre de dix-huit millions d'euros (hors bonus) pour le transfert de Gignac vers l'Olympique de Marseille.
En 2017, à l'occasion des 80 ans du Toulouse Football Club, il est élu dans l'équipe de légende toulousaine sur le site internet du club.

#### Olympique de Marseille (2010-2015)
Courtisé par le Valence CF et Liverpool FC, Gignac signe un contrat de cinq ans avec l'Olympique de Marseille le 20 août 2010. Sa venue est due à Didier Deschamps qui cherche un attaquant de gabarit, le directeur sportif olympien José Anigo préférant le profil de Kevin Gameiro.
Gignac joue son premier match sous le maillot marseillais neuf jours plus tard contre les Girondins de Bordeaux. Le 15 septembre 2010, André-Pierre Gignac entre pour la première fois au stade Vélodrome pour un match de Ligue des champions perdu 1 à 0 face au FK Spartak Moscou. Il inscrit son premier but lors d'un match officiel le 2 octobre 2010 en ouvrant le score contre l'AS Saint-Étienne d'une reprise de volée du gauche sur une passe lobée de Lucho González. Gignac marque ses trois premiers buts en Ligue des champions le 3 novembre 2010 chez les Slovaques du MŠK Žilina pour la plus large victoire à l'extérieur dans l'histoire des phases de poules de la compétition (0-7). Il commence l'année 2011 en marquant cinq buts en six matchs, avant de se blesser. À la fin de sa première saison sous ses nouvelles couleurs, Gignac totalise douze buts en 37 rencontres toutes compétitions confondues et est vice-champion de France avec l'OM.

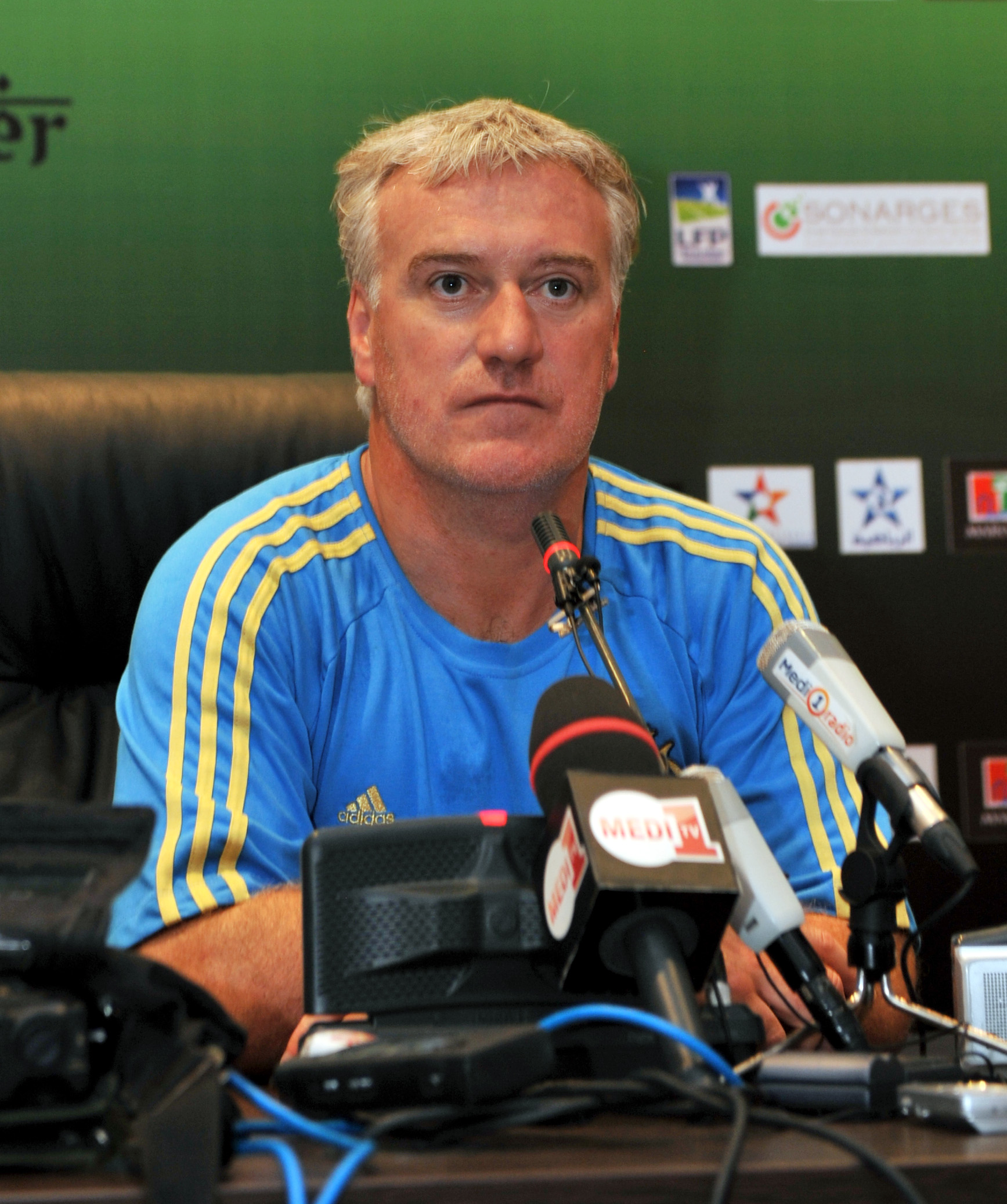
Gignac joue peu sous Didier Deschamps.

La saison 2011-2012 est la plus faible de Gignac au niveau des statistiques personnelles, malgré un stage de remise en forme à Merano préconisé par le club en pré-saison afin qu'il retrouve son poids de forme. Il passe la première moitié de la saison sur le banc, après le replacement de Loïc Rémy dans l'axe. Les supporters marseillais le critiquent à cause de son poids jugé excédentaire pour un joueur professionnel. Il est raillé par la presse et le public de plusieurs stades de France, certains lui dédicaçant même quelques chants potaches à propos de sa corpulence. À la suite d'une altercation avec Didier Deschamps, son concurrent en attaque, Loïc Rémy en profite et André-Pierre retourne sur le banc. Il enchaîne les blessures à partir de décembre et doit attendre les trois derniers matchs pour pouvoir rejouer. Il marque un but pour 21 matchs lors de cette saison, face à Auxerre, but qui scelle la rétrogradation du club bourguignon en Ligue 2[réf. nécessaire].

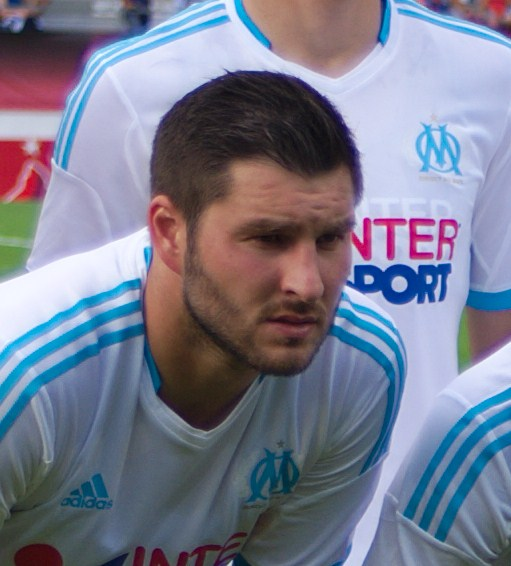
Gignac avec Marseille en juillet 2013.

Après le départ de Didier Deschamps, André-Pierre Gignac réalise un bon début de saison 2012-2013 en inscrivant douze buts lors de la première partie du championnat. Il permet notamment à son équipe de remporter les six premières journées, le meilleur début de saison de l'histoire de l’Olympique de Marseille. Ce regain de forme intervient après l'arrivée d’Élie Baup sur le banc marseillais et la méforme de Loïc Rémy. Lors de cette saison, il marque plusieurs buts décisifs pour souvent des victoires 1-0 de l'OM. Le 5 mai 2013, face à Bastia, André-Pierre Gignac marque un doublé décisif dans la course à la deuxième place. Il finit la saison meilleur buteur du club pour la seconde fois. L'Olympique de Marseille termine deuxième.
Sa saison 2013-2014 est à l'image de la précédente, où il fait figure de pièce inamovible dans le système d'Élie Baup. Certains observateurs lui reprochent son inefficacité lors du parcours de l'Olympique de Marseille en Ligue des champions, où l'OM termine dernier du "groupe de la mort" (Arsenal, Borussia Dortmund, Naples) avec zéro point au compteur, une première pour un club français dans cette compétition. Il marque malgré tout quatre buts en deux matchs de Coupe de France, dont un retourné acrobatique face à l'OGC Nice (élu plus beau but de la compétition par la LFP) et deux buts en deux matchs de Coupe de la Ligue. Malgré des résultats mitigés pour son équipe, qui termine à la sixième place, il inscrit seize buts en Ligue 1 et 22 réalisations toutes compétitions confondues. Cela fait de lui le meilleur buteur du club de la saison pour la troisième fois, la seconde consécutive. Marseille ne se qualifie pas en coupe d'Europe, une première depuis dix ans, mais Gignac s'impose comme un cadre du vestiaire en même temps qu'un joueur apprécié des supporters. Son nom est très souvent scandé par les supporters marseillais à ses buts et ses remplacements[réf. nécessaire].

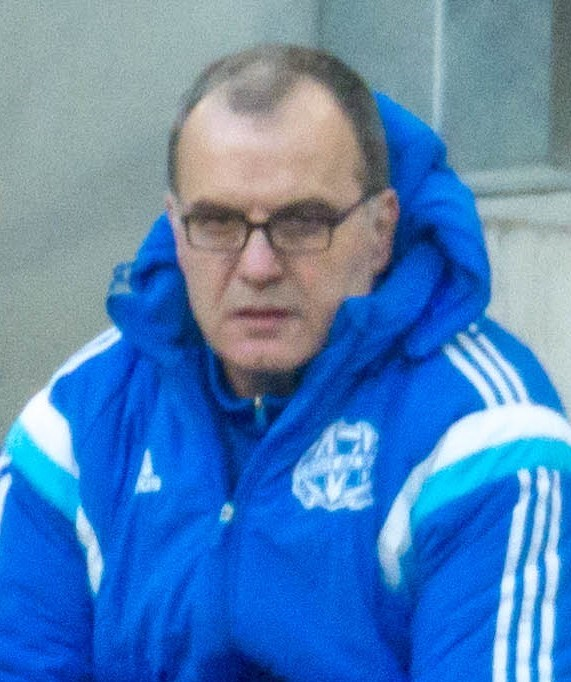
Marcelo Bielsa redonne confiance à Gignac et le fait progresser.

Lors de la saison 2014-2015, Marcelo Bielsa arrive comme entraîneur et impose ses méthodes strictes et exigeantes. « C’était presque une transformation. Je suis le même joueur, en plus mature », déclare Gignac. L'attaquant inscrit dix buts lors des dix premières journées. Il est élu plusieurs fois « Olympien du match » et « Olympien du mois d'août » par les supporters marseillais. C'est le meilleur début de saison d'un attaquant en Ligue 1 depuis les huit buts lors des sept premières journées de David Trezeguet en 1999-2000 avec l'AS Monaco, futur champion de France. Le 17 octobre 2014, il est élu "joueur du mois de septembre" en Ligue 1 avec 69 % des suffrages et meilleur attaquant d'Europe par le Centre International d'Étude du Sport (CIES),. Fin 2014, il fait son retour en équipe de France. Le 5 avril 2015, il inscrit son second doublé en Classico face au Paris Saint-Germain, mais son équipe s'incline 3-2 malgré la prestation de l'attaquant marseillais,. À la suite de ce match, il devient, avec Cristiano Ronaldo, le meilleur buteur de la tête en Europe de la saison. Le 1er mai 2015, il marque son centième but en Ligue 1 avec un doublé contre Metz (2-0). Il termine second meilleur buteur du championnat avec 21 réalisations, derrière Alexandre Lacazette (27 buts). Il joue son dernier match sous le maillot de l'OM le 23 mai 2015 contre le SC Bastia avant d'être remplacé par Michy Batshuayi sous l'ovation du stade Vélodrome. En fin de contrat, il quitte l'OM en fin de saison 2014-2015 après une quatrième place obtenue par le club en championnat.

#### Tigres UANL (depuis 2015)
À la fin de son contrat, Gignac est courtisé par plusieurs clubs européens, notamment l'Olympique lyonnais et Galatasaray. Finalement, contre toute attente, il choisit le Mexique et les Tigres UANL, qui jouent à Monterrey, et passe sa visite médicale le 18 juin 2015. Il devient le premier joueur français à évoluer dans le championnat mexicain depuis Amara Simba en 1996 et prend le no 10.

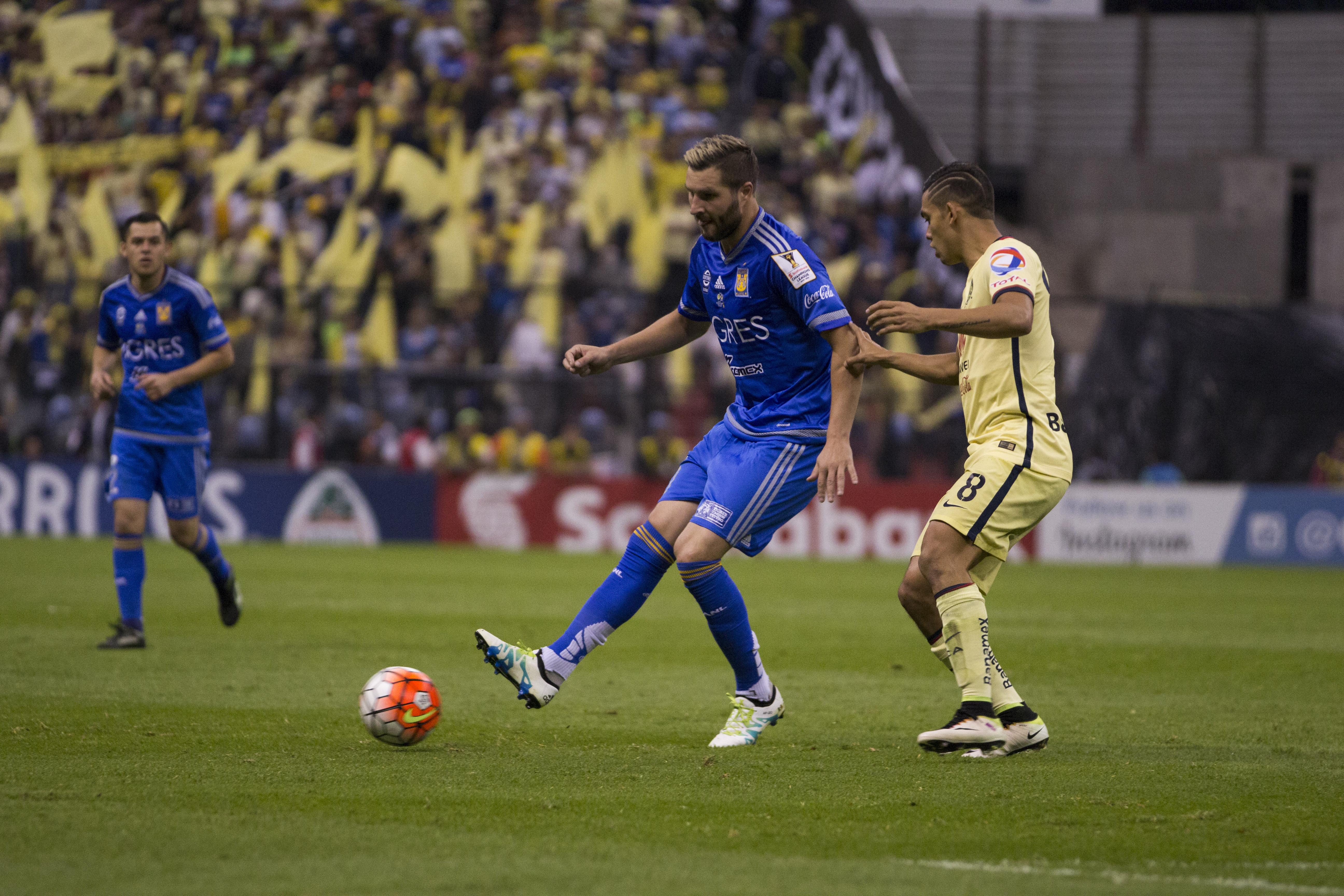
Gignac lors de la finale de la Ligue des champions CONCACAF 2015-16.

Après avoir marqué deux buts en autant de rencontres amicales, il fait ses débuts officiels lors de la demi-finale aller de la Copa Libertadores 2015 face au club brésilien de l'Internacional. Lors du match retour, il marque son premier but officiel avec le club mexicain et envoie celui-ci en finale de la Copa Libertadores pour la première fois de son histoire, qu'il est le premier joueur français à disputer. Lors de la finale, le club s'incline face au River Plate, après un nul 0-0 à l'aller puis une défaite 3-0 en Argentine. Le 15 août suivant, il marque un triplé contre les Jaguars lors d'une victoire quatre buts à un. S'ensuit une saison prolifique où il inscrit onze buts en quinze matchs, puis quatre dans la Liguilla, la phase finale du championnat. Il remporte le championnat d'ouverture du Mexique en finale contre les Pumas UNAM. Quelques jours plus tard il est également élu meilleur joueur du tournoi et se situe en pointe de l'attaque dans l'équipe type de la compétition. Lors du championnat de clôture, dont il termine meilleur buteur, son équipe est éliminée en quart de finale de la phase finale. Il joue également une seconde finale internationale en Ligue des champions de la CONCACAF, battu à l'aller et au retour par un autre club mexicain, le Club América. Gignac compte alors 32 buts en 48 matchs avec les Tigres et est retenu pour le Championnat d'Europe des nations 2016 en France.
Le 3 décembre 2016, il bat le record de buts de l'Uruguayen Walter Mantegazza, datant de 1979, avec neuf buts en phase finale de Liguilla de la Liga MX. Cela lors de la demi-finale retour du championnat d'ouverture, en marquant le but de l'égalisation face au Club Leon (victoire 2-1),. Il est élu attaquant de l'année de la CONCACAF.
Le 23 février 2019, il inscrit son centième but avec le club mexicain en transformant le penalty de la victoire dans les arrêts de jeu de la rencontre face au CF Atlas (0-1). La même année, il participe de nouveau à la finale de la Ligue des champions de la CONCACAF marquant le but de l'égalisation face au CF Monterrey lors du match retour. Son équipe s'incline cependant 2-1 sur l'ensemble des deux matchs. Le 4 août 2019, Gignac inscrit le seul but du match entre les Pumas et les Tigres et devient par la même occasion le meilleur buteur de l'histoire du club avec 105 réalisations. Le 22 novembre 2020, il inscrit un doublé contre Toluca et devient, avec 125 réalisations, le meilleur buteur européen de l'histoire du championnat mexicain, dépassant l'Espagnol Isidro Lángara qui détenait ce record depuis 1946. Le 25 novembre 2020 il est nommé au prix Puskas, qui récompense le plus beau but de l'année.
Il qualifie son équipe pour la finale de la Ligue des champions de la CONCACAF 2020 marquant deux buts contre l'équipe hondurienne du CD Olimpia (3-0). La finale se dispute contre le Los Angeles FC et se termine sur le score de 2-1 pour les Tigres. Gignac marque le but de la victoire en fin de rencontre et offre le premier titre à son équipe dans cette compétition, après trois finales perdues lors des années précédentes.
La victoire en Ligue des champions de la CONCACAF qualifie les Tigres UANL pour la Coupe du monde des clubs de la FIFA 2020. Les Tigres UANL se qualifient pour la finale après deux victoires, contre Ulsan Hyundai (2-1) et Palmeiras (1-0), récent vainqueur de la Copa Libertadores. Les Tigres UANL deviennent la première formation mexicaine et le premier représentant de la CONCACAF à se hisser en finale d'un mondial des clubs. Gignac inscrit tous les buts de son équipe et finit meilleur buteur de la compétition avec trois buts. Il remporte également le ballon d'argent de la compétition.
Sous les couleurs des Tigres UANL, il devient le sixième meilleur buteur français de l'histoire toutes compétitions confondues (330 buts).

### Carrière internationale
Gignac est présélectionné en équipe de France espoirs lors de la première partie de la saison 2006-2007. C'est un candidat potentiel à l'équipe de France, de l'aveu même du sélectionneur Raymond Domenech qui évoque ses qualités lors d'une vidéo publiée sur le site officiel de la Fédération française de football en septembre 2006. Il y tient des propos élogieux à l’endroit d’André-Pierre Gignac, louant notamment l’intelligence de son jeu et son sens du placement. Le sélectionneur national précise également qu’il suit de près la suite de la saison du jeune Lorientais.

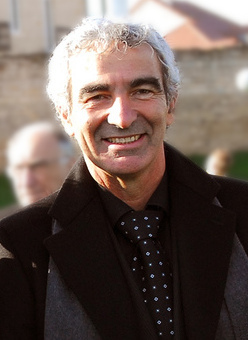
Raymond Domenech fait débuter Gignac en Bleu.

Le 19 mars 2009, André-Pierre Gignac est appelé par Raymond Domenech pour les deux matchs de l'équipe de France A face à la Lituanie dans le cadre des qualifications pour la Coupe du monde 2010. Sa première sélection, lors du match aller au Stade de France, il entre en jeu à la 68e minute et délivre une passe décisive pour Franck Ribéry sur l'unique but de la rencontre à la 75e minute. Le 25 mai 2009, il est de nouveau sélectionné pour deux matchs amicaux. Il marque son premier but en Bleu le 12 août 2009, lors du match aller contre les îles Féroé (1-0) comptant pour les qualifications du Mondial 2010. Le 10 octobre suivant, en moins de cinq minutes, il inscrit son premier doublé sous le maillot français lors du match retour face aux îles Féroé (5-0). Il enchaîne avec un nouveau but face à l'Autriche.
Le 11 mai 2010, il apparaît dans la liste des 30 joueurs présélectionnés pour participer à la Coupe du monde et il est retenu dans la liste définitive des 23 joueurs. Gignac participe aux trois rencontres du premier tour avec deux entrées en jeu puis une titularisation. Le parcours français est marqué par la grève des joueurs français et l'élimination dès la phase de groupe.
André-Pierre Gignac n'est jamais convoqué par Laurent Blanc lors de son passage à la tête de Bleus de 2010 à 2012. Cette période correspond aux débuts difficiles de l'attaquant à l'Olympique de Marseille. Le 29 août 2013, il est rappelé par Didier Deschamps en équipe de France après trois ans d'absence grâce à son bon début de saison avec l'OM mais n'est ensuite pas rappelé de la saison 2013-2014.
Le 2 octobre 2014, il est de retour en Bleu à la suite de la blessure d'Olivier Giroud et grâce à son bon début de saison avec Marseille et ses neuf buts en autant de matchs. Le 14 octobre suivant, cinq ans jour pour jour après son dernier but en Bleus, André-Pierre Gignac marque en amical face à l'Arménie sur penalty. Lors de ce match, il délivre également deux passes décisives pour Loïc Rémy et Antoine Griezmann (3-0). Il est de nouveau appelé en novembre mais n'est plus appelé en seconde partie de saison.
Après son départ au Mexique, Gignac pense faire une croix sur la sélection mais, le 5 novembre 2015, il est rappelé par Didier Deschamps pour deux matchs amicaux contre l'Allemagne et l'Angleterre, à la suite de sa bonne saison avec les Tigres. Il devient le premier joueur français évoluant hors d'Europe à être convoqué en équipe de France. Pour son retour en sélection, il marque un but contre l'Allemagne le 13 novembre 2015 au stade de France (2-0). De nouveau sélectionné en mars 2016, il marque face à la Russie au stade de France sur un coup franc d'Antoine Griezmann (victoire 4-2).

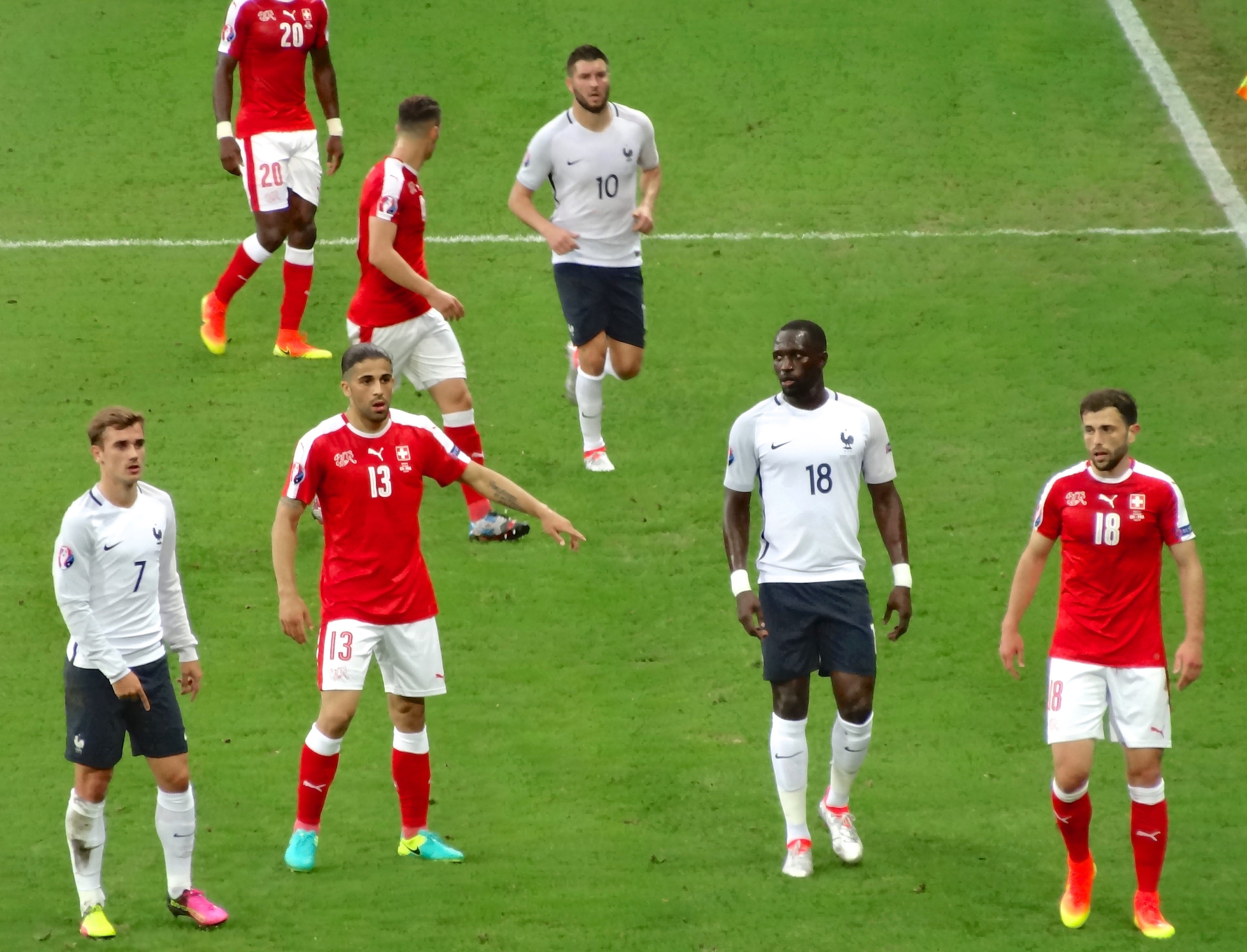
Gignac (en h. en blanc), contre la Suisse lors de l'Euro 2016.

Gignac fait partie de la liste des 23 joueurs français sélectionnés pour disputer l'Euro 2016 en France, préféré à Alexandre Lacazette et Kevin Gameiro. Il prend part à quasiment tous les matchs de la compétition, en tant que remplaçant sauf celui contre la Suisse où il est titulaire. Il ne marque aucun but mais délivre une passe décisive pour Dimitri Payet lors du match de groupe contre l'Albanie. Les Bleus atteignent la finale contre le Portugal. Dans les arrêts de jeu, à une minute du coup de sifflet final et après être entré en jeu à la place de Giroud un quart d'heure plus tôt, Gignac élimine Pepe et envoie sa frappe sur le poteau droit d'un Rui Patrício, battu sur cette action. Les Bleus s'inclinent 0-1.
Après l'Euro 2016, Gignac joue trois matchs avec la sélection tricolore, lors desquels il ne marque aucun but. Sa dernière sélection est le match qualificatif pour la Coupe du monde 2018 en octobre 2016 face aux Pays-Bas. Depuis cette date, il n'a plus été rappelé par le sélectionneur national Didier Deschamps.
Le 2 juillet 2021, il est retenu dans la liste des vingt-et-un joueurs français sélectionnés par Sylvain Ripoll pour disputer les Jeux olympiques d'été de 2020 qui se déroulent à l'été 2021 au Japon. Le 16 juillet, il fait ses débuts en tant que titulaire avec la sélection olympique contre la Corée du Sud en match préparatoire aux JO de Tokyo lors d'une victoire deux buts à un. Lors du premier match de poule face au Mexique, il marque sur penalty son premier but avec l'équipe de France olympique mais ne peut empêcher la défaite des Bleus quatre buts à un. Durant le second match face à l'Afrique du Sud, André-Pierre Gignac inscrit un triplé permettant à la France de l'emporter quatre buts à trois, grâce à un but dans le temps additionnel de Téji Savanier. L'équipe de France est éliminée dès la phase de groupe avec une lourde défaite contre le Japon.

## Style de jeu

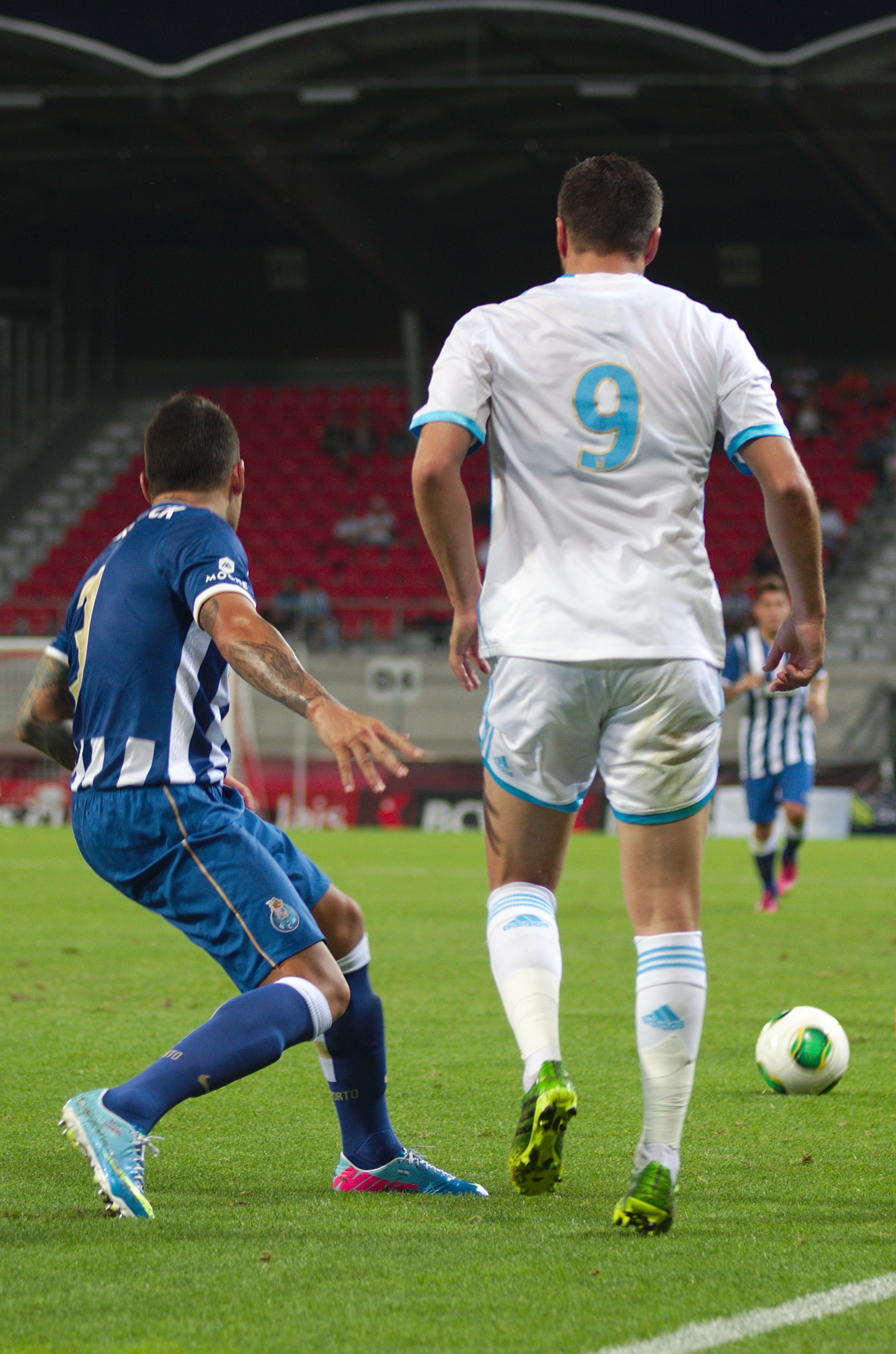
Gignac développe sa capacité à jouer en pivot et utiliser son gabarit imposant.

André-Pierre Gignac est désigné comme un attaquant atypique, qui inscrit la plupart de ses buts depuis l'extérieur de la surface ou par le biais de gestes acrobatiques,,,,, attestant de sa bonne qualité de frappe.
Dans le jeu, son apport, négligeable à ses débuts, s'améliore et devient de plus en plus important pour l'avant-garde de son équipe. Le pressing et l'agressivité sont des qualités qui viennent couronner son travail sur le terrain, le poussant même en certaines occasions à venir prêter main-forte à sa défense. Qualité très rare et assez paradoxale pour un attaquant, Gignac est également à créditer de plusieurs arrêts sur sa ligne de but lors des phases de coup de pied arrêté.
Sous les ordres de Marcelo Bielsa, il progresse au niveau du réalisme, son principal défaut depuis son arrivée à l'Olympique de Marseille selon les observateurs, mais également dans la construction du jeu, où il démontre sa capacité à jouer en pivot et à effectuer de longues transversales pour aérer le jeu. Il progresse tout autant dans le jeu de tête. En effet, il inscrit cinq buts de cette manière en trois ans au Toulouse FC, alors qu'il en marque sept sur la seule saison 2014-2015 au sein du club marseillais,.

## Statistiques

### Statistiques détaillées
| Saison                | Club                   | Championnat           | Championnat | Championnat | Coupe nationale | Coupe nationale | Coupe de la Ligue | Coupe de la Ligue | Supercoupe | Supercoupe | Compétition(s) continentale(s) | Compétition(s) continentale(s) | Compétition(s) continentale(s) | Liguilla | Liguilla | Coupe du monde des clubs | Coupe du monde des clubs | Total | Total |
| Saison                | Club                   | Division              | M.          | B.          | M.              | B.              | M.                | B.                | M.         | B.         | Comp.                          | M.                             | B.                             | M.       | B.       | M.                       | B.                       | M.    | B.    |
| 2004-2005             | FC Lorient             | Ligue 2               | 13          | 2           | -               | -               | 1                 | 0                 | -          | -          | -                              | -                              | -                              | -        | -        | -                        | -                        | 14    | 2     |
| 2005-2006             | FC Lorient             | Ligue 2               | 1           | 0           | -               | -               | -                 | -                 | -          | -          | -                              | -                              | -                              | -        | -        | -                        | -                        | 1     | 0     |
| 2006-2007             | FC Lorient             | Ligue 1               | 37          | 9           | 1               | 0               | 1                 | 0                 | -          | -          | -                              | -                              | -                              | -        | -        | -                        | -                        | 39    | 9     |
| Sous-total            | Sous-total             | Sous-total            | 51          | 11          | 1               | 0               | 2                 | 0                 | -          | -          | -                              | -                              | -                              | -        | -        | -                        | -                        | 54    | 11    |
| 2005-2006             | Pau FC (prêt)          | National              | 20          | 8           | -               | -               | -                 | -                 | -          | -          | -                              | -                              | -                              | -        | -        | -                        | -                        | 20    | 8     |
| 2007-2008             | Toulouse FC            | Ligue 1               | 28          | 2           | 1               | 0               | 1                 | 0                 | -          | -          | C1+C3                          | 2+5                            | 0+1                            | -        | -        | -                        | -                        | 37    | 3     |
| 2008-2009             | Toulouse FC            | Ligue 1               | 38          | 24          | 5               | 2               | -                 | -                 | -          | -          | -                              | -                              | -                              | -        | -        | -                        | -                        | 43    | 26    |
| 2009-2010             | Toulouse FC            | Ligue 1               | 31          | 8           | -               | -               | 1                 | 1                 | -          | -          | C3                             | 5                              | 3                              | -        | -        | -                        | -                        | 37    | 12    |
| 2009-2010             | Toulouse FC            | Ligue 1               | 2           | 1           | -               | -               | 1                 | 1                 | -          | -          | -                              | -                              | -                              | -        | -        | -                        | -                        | 3     | 2     |
| Sous-total            | Sous-total             | Sous-total            | 99          | 35          | 6               | 2               | 2                 | 1                 | -          | -          | -                              | 12                             | 4                              | -        | -        | -                        | -                        | 119   | 42    |
| 2010-2011             | Olympique de Marseille | Ligue 1               | 30          | 8           | 1               | 0               | 2                 | 1                 | -          | -          | C1                             | 5                              | 3                              | -        | -        | -                        | -                        | 38    | 12    |
| 2011-2012             | Olympique de Marseille | Ligue 1               | 21          | 1           | 1               | 0               | 1                 | 1                 | -          | -          | C1                             | 4                              | 0                              | -        | -        | -                        | -                        | 27    | 2     |
| 2012-2013             | Olympique de Marseille | Ligue 1               | 31          | 13          | 3               | 2               | -                 | -                 | -          | -          | C3                             | 6                              | 3                              | -        | -        | -                        | -                        | 40    | 18    |
| 2013-2014             | Olympique de Marseille | Ligue 1               | 35          | 16          | 2               | 4               | 2                 | 2                 | -          | -          | C1                             | 5                              | 0                              | -        | -        | -                        | -                        | 44    | 22    |
| 2014-2015             | Olympique de Marseille | Ligue 1               | 38          | 21          | 1               | 2               | -                 | -                 | -          | -          | -                              | -                              | -                              | -        | -        | -                        | -                        | 39    | 23    |
| Sous-total            | Sous-total             | Sous-total            | 155         | 59          | 8               | 8               | 5                 | 4                 | -          | -          | -                              | 20                             | 6                              | -        | -        | -                        | -                        | 188   | 77    |
| 2015-2016             | Tigres UANL            | Liga MX               | 31          | 24          | -               | -               | -                 | -                 | -          | -          | CL+LCC                         | 4+7                            | 1+4                            | 8        | 4        | -                        | -                        | 50    | 33    |
| 2016-2017             | Tigres UANL            | Liga MX               | 31          | 13          | -               | -               | -                 | -                 | -          | -          | LCC                            | 6                              | 1                              | 12       | 12       | -                        | -                        | 49    | 26    |
| 2017-2018             | Tigres UANL            | Liga MX               | 32          | 13          | 2               | 2               | -                 | -                 | 1          | 0          | LCC                            | 2                              | 2                              | 8        | 3        | -                        | -                        | 45    | 20    |
| 2018-2019             | Tigres UANL            | Liga MX               | 28          | 21          | -               | -               | -                 | -                 | 1          | 1          | LCC+CC                         | 2+1                            | 1+0                            | 8        | 2        | -                        | -                        | 40    | 25    |
| 2019-2020             | Tigres UANL            | Liga MX               | 27          | 18          | -               | -               | -                 | -                 | 1          | 0          | LCC+LCup                       | 6+3                            | 6+0                            | 2        | 2        | -                        | -                        | 39    | 26    |
| 2020-2021             | Tigres UANL            | Liga MX               | 31          | 14          | -               | -               | -                 | -                 | -          | -          | -                              | -                              | -                              | 4        | 2        | 3                        | 3                        | 38    | 19    |
| 2021-2022             | Tigres UANL            | Liga MX               | 24          | 14          | -               | -               | -                 | -                 | -          | -          | -                              | -                              | -                              | 8        | 4        | -                        | -                        | 32    | 18    |
| 2022-2023             | Tigres UANL            | Liga MX               | 30          | 15          | -               | -               | -                 | -                 | -          | -          | LCC                            | 5                              | 2                              | 10       | 5        | -                        | -                        | 45    | 22    |
| 2023-2024             | Tigres UANL            | Liga MX               | 25          | 14          | -               | -               | -                 | -                 | 1          | 0          | LCC+CC+LCup                    | 6+1+4                          | 4+0+2                          | 6        | 3        | -                        | -                        | 43    | 23    |
| 2024-2025             | Tigres UANL            | Liga MX               | 19          | 7           | -               | -               | -                 | -                 | 1          | 0          | LCC+LCup                       | 0+4                            | 0+0                            | 2        | 0        | -                        | -                        | 26    | 7     |
| 2025-2026             | Tigres UANL            | Liga MX               | 3           | 1           | -               | -               | -                 | -                 | -          | -          | LCup                           | 3                              | 0                              | -        | -        | -                        | -                        | 6     | 1     |
| Sous-total            | Sous-total             | Sous-total            | 281         | 154         | 2               | 2               | -                 | -                 | 5          | 1          | -                              | 54                             | 23                             | 68       | 37       | 3                        | 3                        | 413   | 220   |
| Total sur la carrière | Total sur la carrière  | Total sur la carrière | 606         | 267         | 17              | 12              | 9                 | 5                 | 5          | 1          | -                              | 86                             | 33                             | 68       | 37       | 3                        | 3                        | 794   | 358   |

### En sélection nationale
| Saison                | Sélection             | Phases finales        | Phases finales | Phases finales | Phases finales | Éliminatoires | Éliminatoires | Éliminatoires | Matchs amicaux | Matchs amicaux | Matchs amicaux | Total | Total | Total |
| Saison                | Sélection             | Compétition           | M              | B              | Pd             | M             | B             | Pd            | M              | B              | Pd             | M     | B     | Pd    |
| --------------------- | --------------------- | --------------------- | -------------- | -------------- | -------------- | ------------- | ------------- | ------------- | -------------- | -------------- | -------------- | ----- | ----- | ----- |
| 2008-2009             | France                | -                     | -              | -              | -              | 1             | 0             | 1             | 2              | 0              | 0              | 3     | 0     | 1     |
| 2009-2010             | France                | Coupe du monde 2010   | 3              | 0              | 0              | 7             | 4             | 0             | 3              | 0              | 0              | 13    | 4     | 0     |
| 2013-2014             | France                | -                     | -              | -              | -              | 1             | 0             | 0             | -              | -              | -              | 1     | 0     | 0     |
| 2014-2015             | France                | -                     | -              | -              | -              | -             | -             | -             | 4              | 1              | 2              | 4     | 1     | 2     |
| 2015-2016             | France                | Euro 2016             | 6              | 0              | 1              | -             | -             | -             | 6              | 2              | 0              | 12    | 2     | 1     |
| 2016-2017             | France                | -                     | -              | -              | -              | 2             | 0             | 0             | 1              | 0              | 0              | 3     | 0     | 0     |
| Total sur la carrière | Total sur la carrière | Total sur la carrière | 9              | 0              | 1              | 11            | 4             | 1             | 16             | 3              | 2              | 36    | 7     | 4     |

### Matchs internationaux
| Matchs internationaux d'André-Pierre Gignac | Matchs internationaux d'André-Pierre Gignac | Matchs internationaux d'André-Pierre Gignac        | Matchs internationaux d'André-Pierre Gignac | Matchs internationaux d'André-Pierre Gignac | Matchs internationaux d'André-Pierre Gignac | Matchs internationaux d'André-Pierre Gignac |
|                                             | Date                                        | Lieu                                               | Adversaire                                  | Score                                       | Compétition                                 | Notes                                       |
| ------------------------------------------- | ------------------------------------------- | -------------------------------------------------- | ------------------------------------------- | ------------------------------------------- | ------------------------------------------- | ------------------------------------------- |
| 1.                                          | 1er avril 2009                              | Stade de France, Saint-Denis                       | Lituanie                                    | 1 - 0                                       | Élim. Mondial 2010                          | 69e à la place de Luyindula.                |
| 2.                                          | 2 juin 2009                                 | Stade Geoffroy-Guichard, Saint-Étienne             | Nigeria                                     | 0 - 1                                       | Match amical                                | 45e à la place de Anelka.                   |
| 3.                                          | 5 juin 2009                                 | Stade Gerland, Lyon                                | Turquie                                     | 1 - 0                                       | Match amical                                | 45e à la place de Benzema.                  |
| 4.                                          | 15 août 2009                                | Tórsvøllur, Tórshavn, Îles Féroé                   | Îles Féroé                                  | 0 - 1                                       | Élim. Mondial 2010                          | Titulaire.                                  |
| 5.                                          | 5 septembre 2009                            | Stade de France, Saint-Denis                       | Roumanie                                    | 1 - 1                                       | Élim. Mondial 2010                          | Titulaire et 57e par Ribéry.                |
| 6.                                          | 9 septembre 2009                            | Stade de l'Étoile rouge, Belgrade, Serbie          | Serbie                                      | 1 - 1                                       | Élim. Mondial 2010                          | Titulaire et 12e par Mandanda.              |
| 7.                                          | 10 octobre 2009                             | Stade du Roudourou, Guingamp                       | Îles Féroé                                  | 5 - 0                                       | Élim. Mondial 2010                          | Titulaire et 72e par Benzema.               |
| 8.                                          | 14 octobre 2009                             | Stade de France, Saint-Denis                       | Autriche                                    | 3 - 1                                       | Élim. Mondial 2010                          | 51e à la place de Henry.                    |
| 9.                                          | 14 novembre 2009                            | Croke Park, Dublin, Irlande                        | République d'Irlande                        | 0 - 1                                       | Élim. Mondial 2010                          | Titulaire et 92e par Malouda.               |
| 10.                                         | 18 novembre 2009                            | Stade de France, Saint-Denis                       | République d'Irlande                        | 1 - 1                                       | Élim. Mondial 2010                          | Titulaire et 57e par Govou.                 |
| 11.                                         | 26 mai 2010                                 | Stade Bollaert-Delelis, Lens                       | Costa Rica                                  | 2 - 1                                       | Match amical                                | 83e à la place de Ribéry.                   |
| 12.                                         | 30 mai 2010                                 | Stade du 7 novembre, Radès, Tunisie                | Tunisie                                     | 1 - 1                                       | Match amical                                | 64e à la place de Anelka.                   |
| 13.                                         | 4 juin 2010                                 | Stade Michel Volnay, Saint-Pierre                  | Chine                                       | 0 - 1                                       | Match amical                                | 62e à la place de Anelka.                   |
| 14.                                         | 11 juin 2010                                | Cape Town Stadium, Le Cap, Afrique du Sud          | Uruguay                                     | 0 - 0                                       | Coupe du monde 2010 - 1er tour              | 85e à la place Govou.                       |
| 15.                                         | 17 juin 2010                                | Stade Peter-Mokaba, Polokwane, Afrique du Sud      | Mexique                                     | 0 - 2                                       | Coupe du monde 2010 - 1er tour              | 46e à la place de Anelka.                   |
| 16.                                         | 22 juin 2010                                | Free State Stadium, Bloemfontein, Afrique du Sud   | Afrique du Sud                              | 2 - 1                                       | Coupe du monde 2010 - 1er tour              | Titulaire et 46e par Malouda.               |
| 17.                                         | 6 septembre 2013                            | Stade Boris-Paichadze, Tbilissi, Géorgie           | Géorgie                                     | 0 - 0                                       | Élim. Mondial 2014                          | 62e à la place de Benzema.                  |
| 18.                                         | 11 octobre 2014                             | Stade de France, Saint-Denis                       | Portugal                                    | 2 - 1                                       | Match amical                                | 90e à la place de Benzema.                  |
| 19.                                         | 14 octobre 2014                             | Stade Républicain Vazgen-Sargsian, Erevan, Arménie | Arménie                                     | 0 - 3                                       | Match amical                                | Titulaire et 87e par Benzema.               |
| 20.                                         | 14 novembre 2014                            | Stade de la route de Lorient, Rennes               | Albanie                                     | 1 - 1                                       | Match amical                                | 69e à la place de Benzema .                 |
| 21.                                         | 18 novembre 2014                            | Stade Vélodrome, Marseille                         | Suède                                       | 1 - 0                                       | Match amical                                | Titulaire et 68e par Benzema.               |
| 22.                                         | 13 novembre 2015                            | Stade de France, Saint-Denis                       | Allemagne                                   | 2 - 0                                       | Match amical                                | 68e à la place de Giroud.                   |
| 23.                                         | 17 novembre 2015                            | Stade de Wembley, Londres, Angleterre              | Angleterre                                  | 2 - 0                                       | Match amical                                | Titulaire et 57e par Giroud.                |
| 24.                                         | 25 mars 2016                                | Amsterdam ArenA, Amsterdam, Pays-Bas               | Pays-Bas                                    | 2 - 3                                       | Match amical                                | 73e à la place de Giroud .                  |
| 25.                                         | 29 mars 2016                                | Stade de France, Saint-Denis                       | Russie                                      | 4 - 2                                       | Match amical                                | Titulaire et 79e par Giroud.                |
| 26.                                         | 30 mai 2016                                 | Stade de la Beaujoire, Nantes                      | Cameroun                                    | 3 - 2                                       | Match amical                                | 63e à la place de Giroud.                   |
| 27.                                         | 4 juin 2016                                 | Stade Saint-Symphorien, Longeville-lès-Metz        | Écosse                                      | 3 - 0                                       | Match amical                                | 63e à la place de Giroud.                   |
| 28.                                         | 15 juin 2016                                | Stade Vélodrome, Marseille                         | Albanie                                     | 2 - 0                                       | Euro 2016 - 1er tour                        | 77e à la place de Giroud.                   |
| 29.                                         | 19 juin 2016                                | Stade Pierre-Mauroy, Villeneuve-d'Ascq             | Suisse                                      | 0 - 0                                       | Euro 2016 - 1er tour                        | Titulaire.                                  |
| 30.                                         | 26 juin 2016                                | Parc Olympique lyonnais, Décines-Charpieu          | République d'Irlande                        | 2 - 1                                       | Euro 2016 - 8e de finale                    | 73e à la place de Giroud .                  |
| 31.                                         | 3 juillet 2016                              | Stade de France, Saint-Denis                       | Islande                                     | 5 - 2                                       | Euro 2016 - quart de finale                 | 60e à la place de Giroud.                   |
| 32.                                         | 7 juillet 2016                              | Stade Vélodrome, Marseille                         | Allemagne                                   | 2 - 0                                       | Euro 2016 - demi-finale                     | 78e à la place de Giroud.                   |
| 33.                                         | 10 juillet 2016                             | Stade de France, Saint-Denis                       | Portugal                                    | 0 - 1                                       | Euro 2016 - finale                          | 78e à la place de Giroud.                   |
| 34.                                         | 1er septembre 2016                          | Stade San Nicola, Bari, Italie                     | Italie                                      | 1 - 3                                       | Match amical                                | 45e à la place de Giroud.                   |
| 35.                                         | 7 octobre 2016                              | Stade de France, Saint-Denis                       | Bulgarie                                    | 4 - 1                                       | Élim. Mondial 2018                          | 72e à la place de Gameiro.                  |
| 36.                                         | 10 octobre 2016                             | Amsterdam ArenA, Amsterdam, Pays-Bas               | Pays-Bas                                    | 0 - 1                                       | Élim. Mondial 2018                          | 79e à la place de Gameiro.                  |

### Buts internationaux
| 0     | Date | Lieu | Compétition | Résultat | Adversaire | Détail | Détail | Détail | Sél. |
| ----- | --- | --- | --- | --- | --- | --- | --- | --- | --- |
| 1er   | 12 août 2009 | Tórsvøllur, Torshavn, Îles Féroé                                                                                          | Éliminatoires Coupe du monde 2010                                                                                         | V 0-1 | Îles Féroé | 42e | du pied droit | 0-1 | 4e |
| 2e    | 10 octobre 2009 | Stade de Roudourou, Guingamp, France                                                                                      | Éliminatoires Coupe du monde 2010                                                                                         | V 5-0 | Îles Féroé | 34e | du pied droit | 1-0 | 7e |
| 3e    | 10 octobre 2009 | Stade de Roudourou, Guingamp, France                                                                                      | Éliminatoires Coupe du monde 2010                                                                                         | V 5-0 | Îles Féroé | 39e | du pied droit | 2-0 | 7e |
| 4e    | 14 octobre 2009 | Stade de France, Saint-Denis, France                                                                                      | Éliminatoires Coupe du monde 2010                                                                                         | V 3-1 | Autriche | 66e | du pied droit | 3-1 | 8e |
| 5e    | 14 octobre 2014 | Stade Républicain Vazgen-Sargsian, Erevan, Arménie                                                                        | Match amical | V 0-3 | Arménie | 56e | s.p du pied droit | 0-2 | 19e |
| 6e    | 13 novembre 2015 | Stade de France, Saint-Denis, France                                                                                      | Match amical | V 2-0 | Allemagne | 86e | de la tête | 2-0 | 22e |
| 7e    | 29 mars 2016 | Stade de France, Saint-Denis, France                                                                                      | Match amical | V 4-2 | Russie | 38e | de la tête | 2-0 | 25e |
| Total | 7 buts (5 du pied droit et 2 de la tête), dont 1 penalty, en 36 sélections entre le 1er avril 2009 et le 10 octobre 2016. | 7 buts (5 du pied droit et 2 de la tête), dont 1 penalty, en 36 sélections entre le 1er avril 2009 et le 10 octobre 2016. | 7 buts (5 du pied droit et 2 de la tête), dont 1 penalty, en 36 sélections entre le 1er avril 2009 et le 10 octobre 2016. | 7 buts (5 du pied droit et 2 de la tête), dont 1 penalty, en 36 sélections entre le 1er avril 2009 et le 10 octobre 2016. | 7 buts (5 du pied droit et 2 de la tête), dont 1 penalty, en 36 sélections entre le 1er avril 2009 et le 10 octobre 2016. | 7 buts (5 du pied droit et 2 de la tête), dont 1 penalty, en 36 sélections entre le 1er avril 2009 et le 10 octobre 2016. | 7 buts (5 du pied droit et 2 de la tête), dont 1 penalty, en 36 sélections entre le 1er avril 2009 et le 10 octobre 2016. | 7 buts (5 du pied droit et 2 de la tête), dont 1 penalty, en 36 sélections entre le 1er avril 2009 et le 10 octobre 2016. | 7 buts (5 du pied droit et 2 de la tête), dont 1 penalty, en 36 sélections entre le 1er avril 2009 et le 10 octobre 2016. |

### Palmarès en club et sélection
| Olympique de Marseille (2)                                                                                        | Tigres UANL (11) | Équipe de France                            |
| --- | --- | ------------------------------------------- |
| - Coupe de la Ligue (2) : - Vainqueur en 2011 et 2012. - Championnat de France : - Vice-champion en 2009 et 2013. | - Ligue des champions de la CONCACAF (1) : - Vainqueur en 2020. - Finaliste en 2016, 2017 et 2019. - Championnat du Mexique (5) : - Tournoi d'ouverture : Vainqueur en 2015, 2016, 2017. - Tournoi de clôture : Vainqueur en 2019, 2023, Finaliste en 2017. - Campeones Cup (2) : - Vainqueur en 2018 et 2023. - Supercoupe du Mexique (3) : - Vainqueur en 2017, 2018, 2023 - Finaliste en 2019 et 2024. - Copa Libertadores - Finaliste en 2015. - Leagues Cup - Finaliste en 2019. - Coupe du monde des clubs - Finaliste en 2020. | - Championnat d'Europe - Finaliste en 2016. |

## Distinctions personnelles et records
Toulouse FC
- Trophée du joueur du mois UNFP en septembre 2008 et en mars en 2009
- Élu Étoile d'or France Football en 2009
- Membre de l'équipe type de Ligue 1 au Trophées UNFP en 2009
- Meilleur buteur du Championnat de France en 2008-2009 (24 buts)

 Olympique de Marseille
- Trophée du joueur du mois UNFP en septembre 2014
- Membre de l'équipe type de Ligue 1 au Trophées UNFP en 2015
- Membre de l'équipe type UEFA lors de la saison 2014-2015[92]

 Tigres UANL
- Ballon d'or du meilleur joueur du Championnat du Mexique en 2016 (premier européen de l'histoire)[93]
- Ballon d'argent du meilleur joueur de la Coupe du monde des clubs en 2020[94]
- Meilleur attaquant du Championnat du Mexique en 2016 et 2019[95]
- Membre de l’équipe type du Championnat du Mexique en 2015, 2016, 2017, 2018 et 2019
- Meilleur joueur et meilleur buteur de la Ligue des champions de la CONCACAF en 2020
- Membre de l'équipe lauréat du Prix du fair-play Ligue des champions de la CONCACAF en 2020[96]
- Meilleur buteur du Championnat du Mexique en 2016 (24 buts)[97]
- Meilleur buteur du Tournoi de clôture du championnat du Mexique en 2016 (13 buts)[98]
- Meilleur buteur du Tournoi d’ouverture du championnat du Mexique en 2018 (14 buts)[99]
- Meilleur buteur du Championnat du Mexique en 2019 en (21 buts)
- Meilleur buteur du la Coupe du monde des clubs en 2020 (3 buts)
- Meilleur buteur de l'histoire des Tigres UANL
- Meilleur buteur européen de l'histoire du championnat mexicain (125 buts)[100]
- Meilleur buteur européen de l'histoire de la Ligue des champions de la CONCACAF (14 buts)[101]
- Record du nombre de buts en phase finale de Liguilla (Play-off) de la Liga MX (9 buts)[102]
- Premier joueur français à participer à une finale de Copa Libertadores[103]
- Premier joueur français à participer à une finale de Ligue des champions de la CONCACAF
- Nommé au Prix Puskàs en 2020[104]

 Équipe de France olympique
- Deuxième meilleur buteur aux Jeux olympiques d'été en 2021 (4 buts)[105]

## Vie personnelle
André-Pierre Gignac a été scolarisé à l'école du Mazet à Fos-sur-Mer et a grandi à Port-de-Bouc. Il est le père de cinq enfants dont l’aîné né le 20 juin 2007 se prénomme André-Pierre « Junior », auquel il fait référence en célébrant chacun de ses buts avec le pouce dans la bouche. Son second enfant, Léonard, est né le 5 juin 2010 alors qu'il était en Afrique du Sud pour la Coupe du monde 2010. Il a une fille, Grâce, née le 3 septembre 2011 et son quatrième enfant, un garçon nommé Eden, est né le 23 août 2015 au Mexique. Il accueille son cinquième enfant, une petite fille, en février 2019.
Il est le cousin du défenseur Jacques Abardonado et du milieu de terrain Yohan Mollo.
En mars 2010, il est attaqué devant le Conseil de prud'hommes par son ancienne femme de ménage qu'il a employée pendant plus d'un an sans la déclarer. Poursuivi pour « licenciement sans cause réelle », il se voit également réclamer des dommages et intérêts pour « travail dissimulé ».
En 2019, André-Pierre Gignac obtient la nationalité mexicaine.
Il a un frère, deux demi-frères et une demi-sœur.